# Gonçalo Pereira da Silva de Sousa e Meneses
Gonçalo José Maria Francisco Xavier Pereira da Silva de Sousa e Meneses (Porto, 28 de dezembro de 1851 – Lisboa, 17 de junho de 1929), 3.º conde de Bertiandos, foi oficial-mor da Casa Real, político, escritor e filantropo, provedor da Santa Casa da Misericórdia de Ponte de Lima, sócio da Academia Real das Ciências de Lisboa e fundador e presidente da Real Associação Central da Agricultura Portuguesa.

## Biografia
Foi aio dos príncipes herdeiros D. Luís Filipe e D. Manuel, futuro rei de Portugal. 
Formou-se em Direito na Universidade de Coimbra.
Eleito deputado pelo círculo de Braga (1876).
Tomou assento, por sucessão a seu pai, na Câmara dos Pares, a partir de 1878 e à qual viria a presidir em 1909. 
Exerceu o cargo de governador civil de Viana do Castelo (1890–1891).
Em 1903, a par com Jacinto Cândido, integrou o núcleo fundador do Partido Nacionalista (Portugal).
Presidente do Conselho Superior da Causa Monárquica. Pertencia ao grupo "Os amigos do Rio Lima".
Morreu na sua casa da Cruz de Pedra em Lisboa no dia 18 de Junho 1929.
Em 1898 publicou as “Lendas”, um conjunto primoroso de narrativas ficcionadas, de tradição popular, que têm como palco a Ribeira Lima.
Foi distinguido pela Câmara Municipal de Ponte de Lima com a atribuição do seu título a duas artérias do mesmo município (Rua Conde de Bertiandos e Travessa Conde de Bertiandos).